# Украинци в Грузия
Украинците са малък по численост народ в Грузия. Според преброяването на населението през 2002 година, те са 7039 души, или 0.161 % от населението на страната.

## Численост и дял
Численост и дял на украинците според преброяванията на населението в Грузия през годините:
| Година | Дял (в %) | Численост |
| ------ | --------- | --------- |
| 1926   | 0.5362    | 14 356    |
| 1939   | 1.2879    | 45 595    |
| 1959   | 1.2915    | 52 236    |
| 1970   | 1.0588    | 49 622    |
| 1979   | 0.9019    | 45 036    |
| 1989   | 0.9710    | 52 443    |
| 20021  | 0.1610    | 7039      |

1 Без Абхазия и Южна Осетия.